# 教えてMr.ニュース 池上彰のそうなんだニッポン
『教えてMr.ニュース 池上彰のそうなんだニッポン』（おしえてミスター・ニュース いけがみあきらのそうなんだニッポン）とはフジテレビ系列で不定期にて放送されていた報道型バラエティ番組であると共に、池上彰の冠番組でもある（これはカスペ!と金曜プレステージのコンテンツとしての番組）。

## 概要
フジテレビでの池上解説の歴史はこの番組の第1回が放送される1か月くらい前、2009年10月20日に『カスペ!』で放送された『わかるテレビ』の中で放送されたのが最初である。
日本の芸能人と多数の外国人出演者が日本の世間で知られている話題のニュースの疑問を取り上げて池上彰が解説をする番組である（取り上げられるニュースの当事者となっている国の人が出演する）。滝川クリステルは『ニュースJAPAN』キャスターを卒業してから初のゴールデンタイムの番組出演となった。
全ての回で安定した視聴率を獲得しており、第8回で史上最高となる18.4%の高視聴率を獲得した。
2011年3月29日の東日本大震災緊急生放送放送をもって放送を終了し、震災発生1ヶ月後に『池上彰が緊急生放送 今震災について本当に知りたい10のこと!』を放送。この放送が現在放送されている『池上彰緊急スペシャル!』の事実上のパイロット版となり、現在の後継番組である『池上彰緊急スペシャル!』につながる。

## 出演者

### 司会（キャスター）
- 上田晋也（くりぃむしちゅー）
- 滝川クリステル

### ニュース解説
- 池上彰

### レギュラー
- 秋野暢子（第3回 - ）
- 里田まい
- ビビる大木
- 山里亮太（南海キャンディーズ）
- 篠山輝信

※ビビる大木と山里は交代で出演。（場合によっては一緒に出演することもある。）

### ゲストパネラー
| - 北村総一朗 - 堀ちえみ - ビビる大木 - 山里亮太（南海キャンディーズ） - 里田まい - ビビる大木 - サバンナ - 北斗晶 - 矢口真里 - 皆藤愛子 - 原日出子 - ビビる大木 - 山里亮太（南海キャンディーズ） - 里田まい - 秋野暢子 - 浅野和之 - ビビる大木 - 後藤輝基（フットボールアワー） - はるな愛 - 秋野暢子 - 笑福亭笑瓶 - はるな愛 - 里田まい - 山里亮太（南海キャンディーズ） - 秋野暢子 - 賀集利樹 - 神戸蘭子 - 里田まい - 八田亜矢子 - 林家正蔵 - ビビる大木 - ピース - 秋野暢子 - 岡田圭右（ますだおかだ） - 神戸蘭子 - 里田まい - 篠山輝信 - ナイツ - ビビる大木 - 山下真司 | - 秋野暢子 - 河北麻友子 - 熊切あさ美 - 篠山輝信 - 内藤大助 - ビビる大木 - 藤田朋子 - レッド吉田（TIM） - 秋野暢子 - アンガールズ - 小倉優子 - 篠山輝信 - 島崎和歌子 - 八田亜矢子 - ビビる大木 - 渡辺徹 - 秋野暢子 - 神田瀧夢 - 神戸蘭子 - 篠山輝信 - はるな愛 - ビビる大木 - フットボールアワー - 山里亮太（南海キャンディーズ） - 秋野暢子 - アンガールズ - 加藤紀子 - 里田まい - 篠山輝信 - 笑福亭笑瓶 - 田丸麻紀 - ビビる大木 |

### 外国人
- イアン・ムーア（イギリス、第一回のみ。ナビタイムのCMのバイカー）
- ノイマン・クリストフ (ドイツ。かつてTBSで放送されていた『ここがヘンだよ日本人』にも出演）
- 周来友（中国。『ここがヘンだよ日本人』にも出演）
- ケン・コーガー (アメリカ。『ここがヘンだよ日本人』の出演者）
- ダニエル・カステラーノ (アメリカ、第五回のみ。『ここがヘンだよ日本人』の出演者）

### VTR出演
- 佐野瑞樹（フジテレビアナウンサー（ニューヨーク支局勤務）） - 第2回～第6回
- 大島由香里（フジテレビアナウンサー） - 第10回【毎日新聞社ロケーション】

### ナレーション
- 牧原俊幸（フジテレビアナウンサー）
- 坂口哲夫
- 山田真一
- 満仲由紀子
- KURT COMMON

## 放送日時
※時刻はすべてJSTで記載する。
| 回数   | 放送日時                     | 備考               | 視聴率 |
| ------ | ---------------------------- | ------------------ | ------ |
| 第1回  | 2009年12月1日 19:00 - 20:54  | カスペ!枠          | 15.5%  |
| 第2回  | 2010年2月26日 21:00 - 22:52  | 金曜プレステージ枠 | 15.2%  |
| 第3回  | 2010年3月26日 21:30 - 23:22  | 金曜プレステージ枠 | 13.6%  |
| 第4回  | 2010年5月28日 21:00 - 22:52  | 金曜プレステージ枠 | 14.7%  |
| 第5回  | 2010年7月9日 21:00 - 22:52   | 金曜プレステージ枠 | 12.7%  |
| 第6回  | 2010年8月27日 19:57 - 22:52  | 金曜プレステージ枠 | 16.0%  |
| 第7回  | 2010年9月28日 19:00 - 23:24  | カスペ!枠          | 15.6%  |
| 第8回  | 2010年11月16日 19:00 - 20:54 | カスペ!枠          | 18.4%  |
| 第9回  | 2010年12月14日 19:00 - 20:54 | カスペ!枠          | 14.6%  |
| 第10回 | 2011年1月21日 19:57 - 22:52  | 金曜プレステージ枠 | 13.9%  |
| 第11回 | 2011年3月29日 19:00 - 23:24  | カスペ!枠          | 14.4%  |

## スタッフ

### 現在（第11回時点）
- 企画・編成：濱潤（フジテレビ）
- 構成：恒川省三、そーたに、清松勝彦
- スタジオ技術
  - TP：深谷高史
  - SW：藤本敏行
  - CAM：宮崎健司
  - クレーン：佐藤史郎
  - VE：齋藤雄一
  - VTR：瀧本恵司（第5回）
  - MIX：篠良一
  - AUD：奈良岡純一
  - LD：北澤正樹（第1〜8,10回）
- 生放送技術
  - TD／SW：大嶋徹
  - CAM：大石飛雄馬
  - VE：富田祐介
  - AUD：村脇昭一
- EED：波江野剛、山本浩三（第7,9,10回）、大橋一明（第1〜3,8回）
- MA：水野貴浩
- 美術プロデューサー：片岡浩美（フジテレビ）
- セットデザイン：斎田崇史（フジテレビ）
- 美術進行：服部孝志
- 大道具：毛利彰（第2回〜）
- アートフレーム：坂脇伸吾
- アクリル装飾：織田秀幸（第1,4回〜）
- 特殊装置：佐藤智之
- 電飾：森智
- メイク：山田かつら
- マルチ：マルチバックス
- CG：大隅商店
- TK：鈴木裕恵、山中京子（第7回）
- 音効：藤代広太・後藤俊輔・岩佐実季（アックス）
- 校正：黒木勝己（聚珍社）
- 広報：魏治康（フジテレビ）
- AD：池田丈明（第1〜4回）、片山みお、北川剛大、齊藤崇晃、谷昌典、土屋慶明、林広太郎、前里和香菜、山崎梨佳、吉田由佳、若松香里
- AP：岩崎ゆかり（ドリマックス・テレビジョン）
- ディレクター：下条寛子・川原浩輝（フジテレビ）、坂本耕司（プラモ）、島野平（フジテレビ）、稲垣知宏・床波芳孝・小菅孝至・伊藤義（K-ten）、山本雄大
- 総合演出：小松伸一（K-ten）
- 制作プロデューサー：神田祐子（ドリマックス・テレビジョン）
- プロデューサー：塩田千尋・山中弘明（フジテレビ）
- 技術協力：ニユーテレス、明光セレクト、FLT、OMNIBUS JAPAN、共同テレビジョン（第11回）
- 美術協力：フジアール、チトセアート、SKシステム、ナカムラ綜美、テルミック、興進電化、マルチバックス
- 映像協力：ITNソース/ロイター
- 制作協力：ドリマックス・テレビジョン、K-ten
- 制作：フジテレビ情報制作センター
- 制作著作：フジテレビ

### 過去のスタッフ
- ディレクター：藤木伸一郎（フジテレビ、第1〜7回）、佐久田真由美（フジテレビ、第7回）、大森あずさ（フジテレビ、第7回）、浦恵一（K-ten、第1回）、吉田尚弘（ネツゲン、第3,4回）
- AD：菅慶彦（ドリマックス・テレビジョン、第1〜5,10回）、藤原亮（第1回）、小菅孝至（第1〜3回）、金井良江（第1〜3回）、杉山潤子（第1〜3回）、石田冬馬（第5回）、太田雄規（第7回）、橋信吾（第7回）、高田宗徳（第7回）、海老原沙季（第7回）、谷翔平（第7回）、大槻槙（第9,10回）
- クレーン：二宮典雄（明光セレクト、第1回）
- VTR：山下悠介（第1回）、水野博道（第2,6回）、武田和浩（第3回）、土井理沙（第4回）、原啓教（第7回）、田畑司（第8,10回）、高草木直樹（第9回）
- AUD：斉藤珠津穂（第1回）、松原瑞貴（第2回）、江川祐（第3,7回）、鈴木ひとみ（第4回）、森田篤（第5回）、片山勇（第7回）、加瀬悦史（第8回）、小清水健治（第9,10回）
- LD：後藤雅彦（第9回）
- EED：阿部芳三（第4,5回）、村上健太郎（第9,10回）
- MA：轉石裕治（第1回）、水落洋一郎（第2回）
- 音効：花谷伸也（アックス、第7回）
- 大道具：浅見大（第1回）、島田秀樹（第7回）
- アートフレーム：石井智之（第1,2回）
- アクリル装飾：今井輝彦（第2,3回）
- 特殊美術：横山公一（第1,2回）
- 特殊装置：青木紀和（第1〜3回）
- 広報：田中杏子（フジテレビ、第1〜4回）、植村綾（フジテレビ、第5〜9回）
- フードコーディネーター：時吉真由美（第7回）

| フジテレビ系列 池上彰ニュースバラエティー番組 | フジテレビ系列 池上彰ニュースバラエティー番組 | フジテレビ系列 池上彰ニュースバラエティー番組 |
| 前番組                                        | 番組名                                        | 次番組                                        |
| --------------------------------------------- | --------------------------------------------- | --------------------------------------------- |
| ---                                           | 教えてMr.ニュース 池上彰のそうなんだニッポン  | 池上彰緊急スペシャル! & 池上彰スペシャル!     |